# 2021-es olaszországi önkormányzati választás
A 2021-es olaszországi önkormányzati választást 2021. október 3-án és 4-én tartották Olaszországban. Eredetileg kétfordulós választás lett volna április 15. és június 15. között, de a kormány 2021. március 4-én a koronavírus-világjárvány újabb hulláma miatt az elhalasztásról döntött.
A választást a mintegy 7903 önkormányzatból 1293-ban tartották meg, ezek közül 20 megyeközpontnak számít. Országos jelentőségűnek azért számít ez a választás, mert Róma, Milánó, Nápoly, Torinó és Bologna polgármestereit is megválasztották. 

## Választási rendszer
Az önkormányzati választás minden 15 ezer főnél népesebb olaszországi településen kerül megrendezésre a hatályos választási törvény szerint. A választók közvetlenül választják meg a polgármestert, illetve a pártlistákat. Amennyiben az első fordulóban egyik jelölt sem szerzi meg a szavazatok 50%-át, akkor második fordulót tartanak, ahol az első fordulóban két legtöbb szavazatot elért jelölt közül lehet választani. A győztes jelölt győzteskompenzáció révén a mandátumok 60%-át megkapja. 
Az önkormányzat képviselőtestületét közvetve választják meg listás, preferencia szavazásos rendszerben, a mandátumokat pedig az arányos képviselet értelmében osztják ki.

## Eredmények
| Benevento | 58 338    | Clemente Mastella                |  | Mi, Campaniáiak                         |  | Jobbközép koalíció | Clemente Mastella                |  | Mi, Campaniáiak    |  | Jobbközép koalíció | 20 / 32 |
| Bologna   | 395 416   | Virginio Merola                  |  | Demokrata Párt                          |  | Balközép koalíció  | Matteo Lepore                    |  | Demokrata Párt     |  | Balközép koalíció  | 25 / 36 |
| Carbonia  | 26 813    | Paola Massidda                   |  | 5 Csillag Mozgalom                      |  | 5 Csillag Mozgalom | Pietro Morittu                   |  | Demokrata Párt     |  | Balközép koalíció  | 17 / 24 |
| Caserta   | 73 984    | Carlo Marino                     |  | Demokrata Párt                          |  | Balközép koalíció  | Carlo Marino                     |  | Demokrata Párt     |  | Balközép koalíció  | 20 / 32 |
| Cosenza   | 65 623    | Mario Occhiuto                   |  | Forza Italia                            |  | Jobbközép koalíció | Franz Caruso                     |  | Olasz Szocialisták |  | Balközép koalíció  | 20 / 32 |
| Grosseto  | 81 912    | Antonfrancesco Vivarelli Colonna |  | Független                               |  | Jobbközép koalíció | Antonfrancesco Vivarelli Colonna |  | Független          |  | Jobbközép koalíció | 20 / 32 |
| Isernia   | 21 267    | Giacomo D'Apollonio              |  | Olaszország Fivérei - Nemzeti Szövetség |  | Szélsőjobboldali   | Piero Castrataro                 |  | független          |  | Balközép koalíció  | 20 / 32 |
| Latina    | 127 037   | Damiano Coletta                  |  | Közös Olaszország                       |  | Civil szerveződés  | Damiano Coletta                  |  | Közös Olaszország  |  | Balközép koalíció  | 11 / 32 |
| Milánó    | 1 406 242 | Giuseppe Sala                    |  | Zöld Európa                             |  | Balközép koalíció  | Giuseppe Sala                    |  | Zöld Európa        |  | Balközép koalíció  | 31 / 48 |
| Nápoly    | 948 850   | Luigi De Magistris               |  | Demokrácia és Autonómia                 |  | Szélsőbaloldal     | Gaetano Manfredi                 |  | független          |  | Balközép koalíció  | 28 / 40 |
| Novara    | 103 287   | Alessandro Canelli               |  | Északi Liga                             |  | Szélsőjobboldali   | Alessandro Canelli               |  | Északi Liga        |  | Jobbközép koalíció | 23 / 32 |
| Pordenone | 51 733    | Alessandro Ciriani               |  | Független                               |  | Jobbközép koalíció | Alessandro Ciriani               |  | Független          |  | Jobbközép koalíció | 27 / 40 |
| Ravenna   | 158 247   | Michele De Pascale               |  | Demokrata Párt                          |  | Balközép koalíció  | Michele De Pascale               |  | Demokrata Párt     |  | Balközép koalíció  | 22 / 32 |
| Rimini    | 149 335   | Andrea Gnassi                    |  | Demokrata Párt                          |  | Balközép koalíció  | Jamil Sadegholvaad               |  | Demokrata Párt     |  | Balközép koalíció  | 20 / 32 |
| Róma      | 2 808 293 | Virginia Raggi                   |  | 5 Csillag Mozgalom                      |  | 5 Csillag Mozgalom | Roberto Gualtieri                |  | Demokrata Párt     |  | Balközép koalíció  | 29 / 48 |
| Salerno   | 131 556   | Vincenzo Napoli                  |  | Demokrata Párt                          |  | Balközép koalíció  | Vincenzo Napoli                  |  | Demokrata Párt     |  | Balközép koalíció  | 22 / 32 |
| Savona    | 59 439    | Ilaria Caprioglio                |  | Független                               |  | Jobbközép koalíció | Marco Russo                      |  | Demokrata Párt     |  | Balközép koalíció  | 20 / 32 |
| Torino    | 857 910   | Chiara Appendino                 |  | 5 Csillag Mozgalom                      |  | 5 Csillag Mozgalom | Stefano Lo Russo                 |  | Demokrata Párt     |  | Balközép koalíció  | 24 / 40 |
| Trieszt   | 201 613   | Roberto Dipiazza                 |  | Forza Italia                            |  | Jobbközép koalíció | Roberto Dipiazza                 |  | Forza Italia       |  | Jobbközép koalíció | 24 / 40 |
| Varese    | 80 724    | Davide Galimberti                |  | Demokrata Párt                          |  | Balközép koalíció  | Davide Galimberti                |  | Demokrata Párt     |  | Balközép koalíció  | 20 / 32 |